# Doris Lessing
Doris Lessing, CH OMG FRSL, nom de casada de Doris May Tayler (Kermansah, Pèrsia, 22 d'octubre del 1919 - Londres, 17 de novembre del 2013), va ser una escriptora i feminista britànica, fortament compromesa socialment i política. El 1999, li fou concedit el Premi Internacional Catalunya, el 2007 el Premi Nobel de Literatura, i el 2001 fou guardonada amb el Premi Príncep d'Astúries de les Lletres «per una obra que és el resultat d'una vida dedicada a la narrativa, que l'ha convertida en una de les indiscutibles figures de la literatura universal, i també pel fet de ser una apassionada lluitadora per la llibertat, que no ha estalviat esforços en el seu compromís amb les causes del Tercer Món».

## Biografia
El seu pare, un oficial de l'exèrcit britànic, fou víctima de la Primera Guerra Mundial, en la qual sofrí diverses amputacions.
Amb sis anys, la seva família, atreta per les promeses de fer fortuna amb el conreu de blat de moro, el tabac i els cereals, es va traslladar a l'antiga colònia britànica de Rhodèsia del Sud, l'actual Zimbabwe, on va passar la seva infància i joventut. L'educació estricta i severa que li conferí sa mare la marcà fortament, i en la seva estada a l'Àfrica descobrí la bellesa de la natura, però també la discriminació ètnica.
En lluita constant amb la seva mare, Doris, desitjant fugir del seu autoritarisme, als quinze anys va abandonar els estudis, que va prosseguir de manera autodidacta, i es va posar a treballar com a auxiliar de clínica. Frustrada pels desenganys d'algunes aventures amoroses passatgeres, començà a escriure les seves primeres novel·les, plagades de fantasmes. Petites històries de les quals en va vendre dues a unes revistes sud-africanes.
Als 18 anys, es va traslladar a Salisbury, on va treballar com a telefonista. El 1939, quan tenia 19 anys, es va casar amb un funcionari, Frank Charles Wisdom, amb el qual va tenir un fill i una filla. El 1943, es van divorciar i es va unir a un grup d'idees comunistes. El 1944, es va casar, en segones núpcies, amb Gottfried Lessing, a qui va conèixer en un grup literari marxista i amb el qual va tenir el seu tercer fill; d'aquest segon marit en prendria el cognom actual.

## Inici de l'èxit
Als 36 anys, juntament amb el seu fill petit, viatja fins al Regne Unit i inicia la seva carrera com a escriptora; deixa a Sud-àfrica els seus altres dos fills, perquè, segons va afirmar anys més tard, no volia malgastar el seu intel·lecte en la sola tasca de ser mare. Un any després va publicar la seva novel·la: The Grass is Singing (L'herba canta). Molt compromesa políticament, perd definitivament totes les seves il·lusions i abandona el comunisme el 1954, després de militar en el Partit Comunista britànic des del 1952.
L'obra de Doris Lessing té molt d'autobiografia; s'inspira en la seva experiència africana, en la seva infància, en els seus desenganys socials i polítics. Els temes plasmats en les seves novel·les se centren en els conflictes culturals, les flagrants injustícies de la desigualtat ètnica, la contradicció entre la consciència individual i el bé comú.
El 1956, conegudes les seves crítiques constants i implacables als règims totalitaris i segregacionistes, se li va prohibir l'estada a Sud-àfrica (entre 1956 i 1995), i a Rhodèsia especialment. El 1962, publica la seva novel·la més coneguda, El quadern daurat, que la va catapultar a la fama i la va convertir en una icona de les reivindicacions feministes.
El 1995, amb 66 anys, retornà a l'Àfrica per visitar la filla i els nets, així com per donar a conèixer la seva autobiografia. Ironies de la història, va ser acollida amb els braços oberts, quan els temes que ella havia tractat en les seves obres havien estat la causa de la seva expulsió del país quaranta anys enrere.

## Obres publicades
(si no s'indica el contrari, es tracta de novel·les; entre claudàtors, títol de l'edició en català)
- The Grass Is Singing (1950)[1]
- This Was the Old Chief's Country (narracions) (1951)
- La sèrie Children of Violence (1952-1969):[4]
  - Martha Quest (1952)
  - A Proper Marriage (1954)
  - A Ripple from the Storm (1958)
  - Landlocked (1965)
  - The Four-Gated City (1969)
- Five (narracions) (1953)
- Going Home (memòries) (1957)
- The Habit of Loving (narracions) (1957)
- Fourteen Poems (poesia) (1959)
- Each His Own Wilderness (teatre) (1959)
- In Pursuit of the English (memòries) (1960)
- The Golden Notebook (1962) [El quadern daurat,[1] Edicions 62, 2001]
- Play with a Tiger (teatre) (1962)
- A Man and Two Women (narracions) (1963)
- African Stories (narracions) (1964)
- The Black Madonna (narracions) (1966)
- Winter in July (narracions) (1966)
- Sèrie Cat Tales:
  - Particularly Cats (narracions) (1967)[5]
  - Particularly Cats... and More Cats (narracions) (1989)
  - The Old Age of El Magnifico (narracions) (2000)
  - On Cats (recull de narracions) (2002)
- Briefing for a Descent into Hell (1971)[6]
- The Story of a Non-Marrying Man (narracions) (1972)
- Reculls de narracions Collected African Stories:
  - This Was the Old Chief's Country (narracions) (1973)
  - The Sun Between Their Feet (narracions) (1973)
- The Summer Before the Dark (1973)
- The Memoirs of a Survivor (1974)
- A Small Personal Voice (assaig) (1974)
- Stories (recull de narracions) (1978)
- Reculls de narracions Collected Stories:
  - To Room Nineteen (narracions) (1978)
  - The Temptation of Jack Orkney (narracions) (1978)
- Sèrie: Canopus in Argos: Archives[4] (1979-1983):
  - Shikasta (1979)
  - The Marriages Between Zones Three, Four and Five (1980)
  - The Sirian Experiments (1980)[6]
  - The Making of the Representative for Planet 8 (1982)
  - The Sentimental Agents in the Volyen Empire (1983)
- Sota el pseudònim de Jane Somers:
  - The Diary of a Good Neighbour (1983)
  - If the Old Could... (1984)[4]
  - The Diaries of Jane Somers (1984)
- The Good Terrorist (1985)[6] [La terrorista bona, Edhasa, 1987; Edicions 62 / Proa, 1995]
- Prisons We Choose to Live Inside (assaig) (1987)
- The Wind Blows Away Our Words (assaig) (1987)
- The Fifth Child (1988)
- The Doris Lessing Reader (recull de narracions i assaig) (1989)
- Through the Tunnel (narracions) (1990)
- London Observed: Stories and sketches (narracions) (1992) [Històries de Londres: Contes i apunts, Edicions Destino, 1996]
- African Laughter: Four Visits to Zimbabwe (memòries) (1992)
- Shadows on the Wall of the Cave (conferència) (1994)
- Conversations (entrevistes, edició d'Earl G. Ingersoll) (1994)
- A Small Personal Voice (assaig) (1994)
- Autobiografies:
  - Under My Skin: Volume One of My Autobiography, to 1949 (memòries) (1994)[1] [Dintre meu: Primer volum de la meva autobiografia, fins al 1949, Destino, 1997]
  - Walking in the Shade: Volume Two of My Autobiography 1949 to 1962 (memòries) (1997) [Passejant per l'ombra: Segon volum de la meva autobiografia, 1949-1962, Destino, 1998]
- Spies I Have Known (narracions) (1995)
- Playing the Game (1995)
- Love, Again (1996) [L'amor, una altra vegada, Destino, 1996]
- The Pit (narracions) (1996)
- Play with a Tiger and Other Plays[7] (recull de teatre) (1996)
- Mara and Dann: An Adventure (1999) [Mara i Dann: Una aventura, Empúries, 2000]
- Problems, Myths and Stories (assaig) (1999)
- Ben, in the World (2000)
- The Sweetest Dream (2001) [El somni més dolç, La Magrana, 2002]
- The Wolf People, dins INPOPA Anthology 2002 (poesia) (2002)
- The Grandmothers: Four Short Novels (narracions) (2003)
- Time Bites (assaig) (2004)
- The Story of General Dann and Mara's Daughter, Griot and the Snow Dog (2005)
- The Cleft (2007)[4] [La Clivella, Edicions 62, 2007]

## Premis
- Premi Somerset Maugham de la Societat d'Autors (Regne Unit), 1954[8]
- Finalista del Premi Booker (Regne Unit), 1971
- Premi Médicis (França), 1976
- Finalista del Premi Booker (Regne Unit), 1981
- Premi austríac de literatura europea (1981)[9]
- Premi Shakespeare de la Fundació Alfred Toepfer (Alemanya), 1982
- Finalista del Premi Booker (Regne Unit), 1985
- Premi Literari W.H. Smith (Regne Unit), 1985
- Premi Internacional Mondello (Itàlia), 1985
- Premi Internacional Mondello (Itàlia), 1987
- Premi Grinzane Cavour (Itàlia), 1988
- Premi James Tait Black (Regne Unit), 1995
- Premi de Los Angeles Times (1995)[8]
- Order of the Companions of Honor (1999)[8]
- XI Premi Internacional Catalunya (Catalunya), 1999[1]
- Premi Príncep d'Astúries de les Lletres (Espanya), 2001[2][10]
- Premi de Literatura Britànica David Cohen (Regne Unit), 2001[8]
- Premi Ploma d'Or S.T. Dupont (França), 2002[8]
- Finalista del Premi Internacional Man Booker (Regne Unit), 2005
- Premi Nobel de Literatura (Suècia), 2007[1]